# M18 Hellcat
76 mm samohodni top M18 (z vzdevkom Hellcat, angleško 76 mm Gun Motor Carriage M18, Hellcat) je bil ameriški uničevalec tankov (tankovski lovec, jurišni top) iz 2. svetovne vojne.  Med vojno je bilo najhitrejše gosenično bojno oklopno vozilo (AFV) in je doseglo hitrost prek 50 milj na uro. Imel je zelo tanek oklep in se je lahko boril proti nemškim težkim tankom le s taktiko udari in beži. Imel je odpto kupolo, kar je sicer posadki omogočalo dobro vidljivost, vendar je bila zelo ranljiva.